# A hercegnö pongyolája
A hercegnö pongyolája è un film muto del 1914 diretto da Mihály Kertész. La pellicola è considerata perduta.

## Produzione
Il film fu prodotto dalla Kino-Riport.

## Distribuzione
Uscito nelle sale cinematografiche ungheresi il 6 maggio 1914, era conosciuto anche con il titolo internazionale in inglese The Princess in a Nightrobe.